# Résidence (lieu et voies)
Pour les articles homonymes, voir Résidence.
Une résidence désigne généralement un lieu d'habitation. Par extension, le nom de « résidence » est donné à un ensemble de voies qui forment souvent une boucle desservant les mêmes logements appelés également « résidence ». Ce terme vient du verbe latin residere qui signifie « rester assis » ou « séjourner », composé du radical verbal sidere (« s'asseoir »).